# Вилхелм II фон Мандершайд
Вилхелм II (Вилекин) фон Мандершайд (на немски: Wilhelm II (Willekin) von Manderscheid; Willekin (Wilhelm) von Manderscheid; * 1247/пр. 1256; † сл. 1270) е благородник от фамилията фон Керпен-Мандершайд и рицар.

## Произход и наследство
Той е син на Хайнрих II фон Керпен, господар на Мандершайд (* пр. 1201; † сл. 1235) и съпругата му Ерменгарда фон Бетинген († сл. 1235), дъщеря на Хайнрих фон Бетинген († сл. 1234) и Матилда. Брат е на Теодерих III/Дитрих фон Керпен († сл. 1310).
Вилхелм и брат му Дитрих (Теодерих III) разделят наследството през средата на 13 век. Вилхелм получава Мандершайд, а Дитрих/Теодерих III става господар на Керпен.
През 1461 г. линията Мандершайд е издигната на имперски граф. През 1488 г. родът се разделя на три линии, които по-късно чрез наследство отново се обединяват.

## Фамилия
Вилхелм II се жени за Гертруд фон Вирнебург, дъщеря на граф Херман V фон Вирнебург († сл. 1192) и Луитгард фон Насау († пр. 1222). Те имат осем деца:
- Вилхелм III фон Мандершайд (* пр. 1271; † 1313), рицар, господар на Мандершайд, женен I. за Алайд фон Долендорф († 1299), II. сл. 1299 г. за Юта фон Ройланд († сл. 1343)
- Херман († сл. 1285)
- Конрад († сл. 1302)
- Фридрих († сл. 1329)
- Мехтилд (* пр. 1261; † 12 юни 1296), омъжена за Теодерих фон Хаген († 1274)
- Ирмгард († 1267), омъжена за Хайнрих фон Малберг
- Мария (* пр. 1287; † сл. 1296), омъжена за Герхард фон Хам († сл. 1296)
- Александер (* пр. 1280 – ?)